# Black Rock (Nowy Meksyk)
Black Rock – jednostka osadnicza w Stanach Zjednoczonych, w stanie Nowy Meksyk, w hrabstwie McKinley.